# Enholmen
För andra betydelser, se Enholmen (olika betydelser).

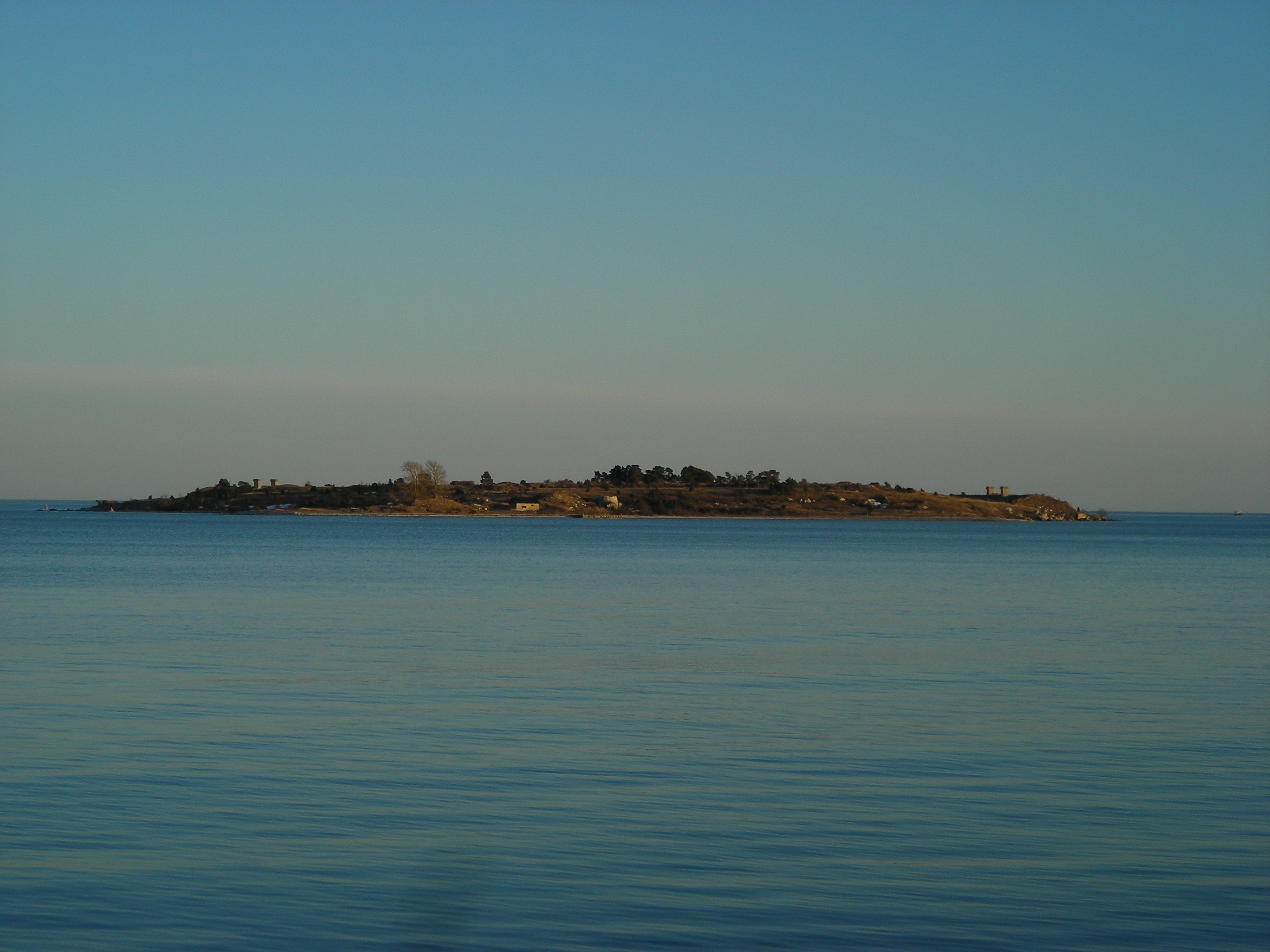
Enholmen.

Enholmen är en ö utanför Slite på nordöstra Gotland. År 1657 började man här uppföra en femhörnig bastionsskans på öns mitt. Arbetet med denna avbröts dock efter några år. År 1711 återupptogs dock arbetena och fästningen fick namnet Karlsvärds fästning. Fästningen byggdes upp under fyra olika perioder och fullbordades först år 1771. Syftet med var att skydda Slite som var den viktigaste hamnen på östra Gotland. Fästningen övergavs år 1788 men delar av bastionerna och vallarna lämnades kvar.
När koleran härjade som värst upprättades en karantänsstation år 1831. Nästa epok som satt spår inföll under Krimkriget 1855. Då började två batterier, s.k. donjoner – Enholmens fästning – uppföras som stod klara 1858. Huvudsyftet med batterierna var att försvara Sveriges neutralitet men även att bereda svenska fartyg en någorlunda tryggad tillflyktsort under kriget. Batterierna byggdes i sten och fick en böjd form samt bestyckades med åtta 24-punds och sexton 7 tums kanoner. Batterierna slopades 1905 men utgör det enda kvarstående exemplet på denna typ av fortifikationer från 1800-talets mitt.
Enholmen bemannades under världskrigen och spår av detta finns kvar genom de skyttevärn som finns på stränderna runt ön. En minstation byggdes på ön i slutet av 1990-talet. 
Ön har även verkat som karantän, dit folk med misstänkta symptom skickades innan landgång på Gotlands "fastland". På öns västra sida finns en udde där det ligger en kolerakyrkogård. Enholmen är en av få platser i Sverige med en fortifikationshistoria som sträcker sig över närmare 350 
år.
Ön var fram till början av 2000-talet en militär anläggning som fram till slutet av 1990-talet var ett militärt skyddsområde. Något till öster ligger Grunnet som också var ett militärt skyddsområde.
Under 2010-talet övervägdes försäljning av ön men en opinion krävde att Enholmen skulle förbli i statlig ägo. Från och med 2014 anordnas turer till ön för besökare. 
Ön är sedan 1935 statligt byggnadsminne.

## Fotogalleri

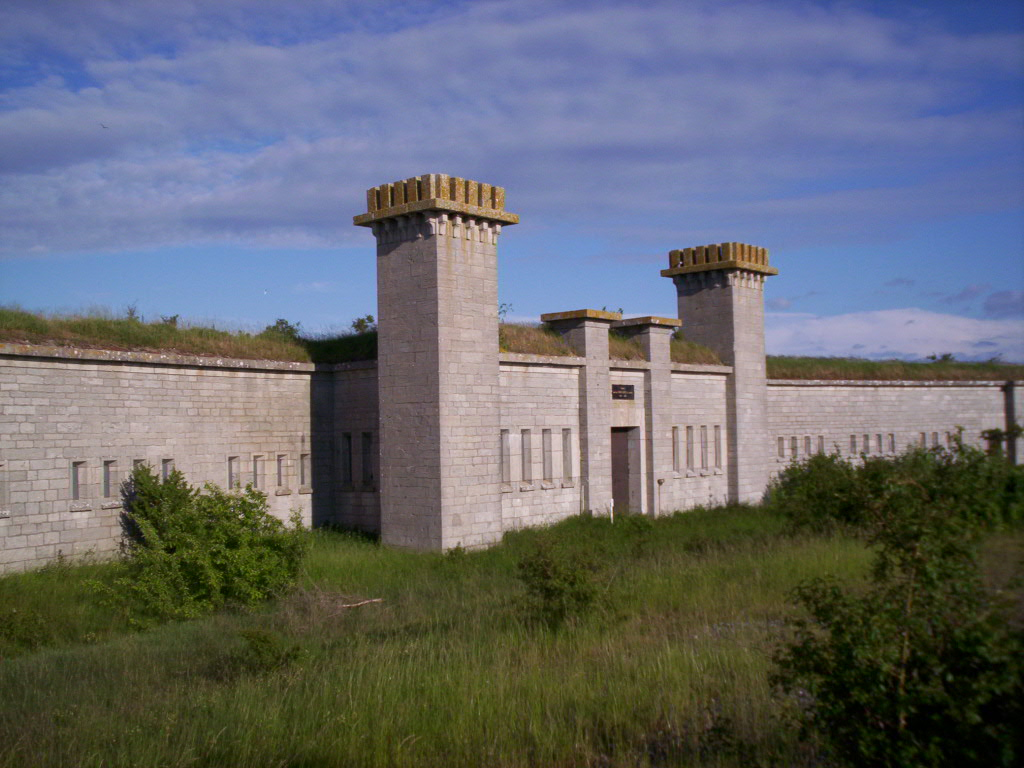
Enholmens fästning.
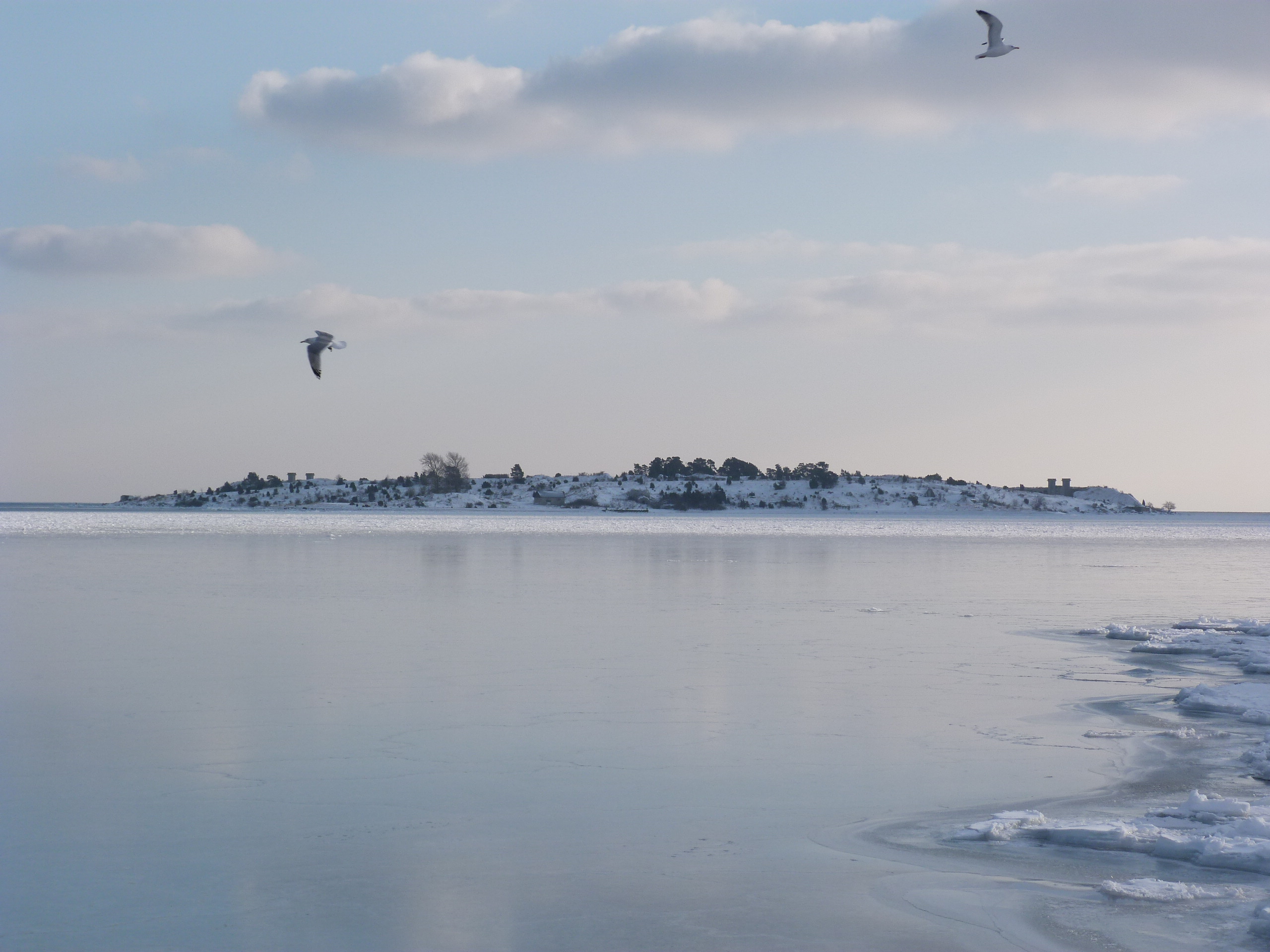
Enholmen vintern 2012.